# Antonio Manetti
Antonio di Tuccio Manetti, italijanski matematik in arhitekt iz Firenc, * 6. julij 1423 - 26. maj 1497
Posebej je znan po svojih raziskavah lokacije, oblike in velikosti Dantejevega Pekla. Čeprav Manetti sam nikoli ni objavil svoje raziskave na to temo, sta najstarejša renesančna florentinska urednika pesmi, Cristoforo Landino in Girolamo Benivieni, poročala o rezultatih njegovih raziskav v svojih izdajah Božanske komedije. Manetti je znan tudi po svoji kratki zgodbi Debeli lesar, ki pripoveduje o kruti praktični šali, ki si jo je izmislil Filippo Brunelleschi. Poleg tega se je veliko razpravljalo in analiziralo njegovo domnevno avtorstvo biografije Filippa Brunelleschija. Manetti je bil nadalje član Arte di Por Santa Maria (znane tudi kot Arte della Seta), enega od sedmih cehov Arti Maggiori v Firencah.
Manetti, rojen v družini trgovca s svilo, ni prejel le odlične izobrazbe, ampak se je soočil z dovolj prostega časa, v katerem je lahko gojil številne interese, ki so vključevali matematiko, geometrijo, astronomijo in filozofijo.

## Življenjepis
Rojen Tucciu di Marabottinu Manettiju in Cosi Adimari v Firencah, v okrožju Santo Spirito, je bil kot njegov oče vpisan v umetnost svile. O njegovem študiju se ne ve nič, pozna pa se njegova strast do knjig. Sam je ustvaril knjižnico s prepisovanjem rokopisov, med katerimi je prvi Arcadreo, besedilo o astrologiji Gherarda da Cremone.  V istem rokopisu je prepisal domače različice Theorica planetarum samega Gherarda da Cremone, Imago mundi Honoriusa d'Autuna in anonimnega avtorja De stellis fixis et imaginibus celi. Pričevanje o Manettijevih znanstvenih interesih je še vedno njegova kopija Sfera d'Alfragano - različica Tractatus de Sphaera Giovannija Sacrobosca, ki jo je izdelal Zucchero Bencivenni - in o zdravju telesa Aldobrandina da Siene, ki jo Bencivenni še vedno prevaja iz izvirnih francoskih Livres. pour la santè garder, pa tudi Composizione del mondo Restoro d'Arezzo.
Ni se ukvarjal samo z znanstvenimi besedili: drug njegov rokopis vsebuje sonete in pesmi Danteja, sonete Mariotta Davanzatija, pesmi Binda Bonichija in kompozicijo samega Manettija, sonet Veloce in alto mar sulcar vedemo, v smrti pesnika Burchiella in posvečen Davanzatiju. V dveh različnih rokopisih so še trije Manettijevi soneti: Giran destri pel ciel in Fia, Fia ogni cosa chiara sempre bruna, in Per sodisfare a tanto intellettivo, (Zadovoljiti veliko intelekta), naslovljena na Filippa Lapaccinija.
Slava Antonia Manettija je povezana predvsem z njegovim Življenje Filippa Brunelleschija ( Vita di Filippo Brunelleschi), zelo delnim prikazom sijajnega arhitekta, predvsem pa neizčrpen vir informacij o njegovi sicer precej obskurni zgodbi. V rokopisih in v prvih tiskanih izdajah je pred življenjepisom različica, ki jo je uredil Manetti, najbolj znane novele (niso vključene v organsko zbirko) 15. stoletja, Novella del Grasso legnaiuolo (Debeli tesar). Njegovo različico, za katero trdi, da je zbral iz ust samega Brunelleschija in da jo je dopolnil s pričevanji številnih drugih natančno naštetih prič, kritiki   opredeljujejo kot najbolj dobesedno uprizorjeno od mnogih, ki so prišle do nas.
Druga dela so tako imenovana Notizia di Antonio Manetti a Giovanni di Niccolò Cavalcanti di Guido di Messer Cavalcante suo consorte avtorja Guida di Messerja Cavalcanteja, njegovega sopotnika, v kateri piše o legendarnem izvoru družine Cavalcanti, pripoveduje, da je sanjal o Guidu in njegovih izdajah danteske; Božanske komedije, Convivio,  Le Rime (katerih predstavlja tudi svoj izbor) in  Vita di Dante od Boccaccia. Na njegovo stran kot matematika sodijo številni izračuni o fizičnih dimenzijah krajev komedije, ki so jih uporabljali drugi komentatorji. 
Veliko tega, kar je znanega o Manettijevem zasebnem življenju, izvira iz del Gaetana Milanesija. Ta piše, da je bil Manetti leta 1470 imenovan kot Bonomini. Leta 1471 je postal član Balie in leta 1475 Vicario des Valdarno di Sopra. Leta 1476 je bil eden od priorjev in leta 1481 Vicario des Valdinievole. Leta 1485 je bil Gonfaloniere di Giustizia, nato pa je služil kot podeštat Colle di Val d'Elsa. Januarja 1491 je bil med civis et architectus (latinsko = državljan in arhitekt), ki je delal na fasadi Firenške stolnice. Njegova prisotnost v izvršni veji florentinske vlade kaže, da je bil Manetti dobro povezan z vplivnimi misleci svojega časa.
Nedavno odkriti viri kažejo, da je bil Manetti eden od treh upraviteljev Ospedale degli Innocenti leta 1466 kot tako imenovane Operaio. Manetti je bil član Arte di Por Santa Maria (znane tudi kot Arte della Seta), enega od sedmih Arti Maggiori, cehov Firenc. 
Iz zapisov Parte Guelfa je razvidno, da je imel Manetti 4 brate, imenovane Nezzo di Tuccio Marabottino, Lorenzo di Tuccio Marabottino, Marabottino di Tuccio di Marabottino in Benedetto di Tuccio Marabottino. V zapisih je prisotno tudi tisto, kar se zdi kot njegov vnuk, Benedetto di Tuccio di Marabottino, kar bi pomenilo poroko v nekem trenutku njegovega življenja.

## Literarna dela

### Življenje Filippa Brunelleschija
Od življenje Filippa Brunelleschija so do sodobnega časa preživeli trije rokopisi. Imenujejo se Magliabecchiana (Magl.), Pistoiese (Pist.) in Corsiniana (Kor.).

#### Magliabecchiana (Magl.)
Od vseh treh je Magliabecchiana deležna največje pozornosti. Prva urejena različica Canona Domenica Morenija je bila objavljena leta 1812 in je delo pripisala anonimnemu Brunelleschijevemu sodobniku. Leto 1887 je prineslo objavo treh novih publikacij dela.
Prvo in hkrati najbolj znano izdajo je uredil Gaetano Milanesi, ki je rokopis pripisal Manettiju. Milanesi je v svoji izdaji posodobil tudi pravopis, kar je povzročilo kritiko njegovega dela.
Drugo izdajo Maggliabecchiane je leta 1887 uredil Carl Frey in je bila namenjena uporabi pri predavanjih. V primerjavi z drugimi izdajami se to imenuje najbližji prevod izvirnega dokumenta. Frey omenja, da je Milanesi avtorstvo dokumenta pripisal Manettiju, vendar ostaja kritičen do resnice te izjave.
Tretja publikacija je bila urejena različica Morenijevega prevoda Heinricha Holtzingerja, ki delo pripisuje Manettiju in navaja Milanesija kot njegov vir. Holtzinger kot razlog za to ponovno objavo navaja redkost Morenijeve različice v nemških knjigarnah. Holtzinger tudi navaja, da je bila njegova različica najprej ustvarjena brez dostopa do izvirnega dokumenta in šele v poznih fazah je bilo mogoče njegovo različico primerjati z dokumentom in se sklicevati na odstopanja v njegovem dodatku.

#### Pistoiese (Pist.)
To besedilo je odkril in uredil Alessandro Chiappelli. Objava iz leta 1896 je zagotovila dodatne informacije o nekaterih Brunnelleschijevih delih, vendar je bil Chiappelli kritiziran, ker ni delal z izvirno Magliabecchiano, ampak z Milanesijevo objavo za prvi del svojega dela. Elena Toesca je izdala še eno izdajo leta 1927, pri čemer je uporabila ponovno urejeno različico Milanesijeve izdaje in kopirala Chiappellijevo delo.
Ta različica rokopisa izpušča prvi del Vite in se nadaljuje tam, kjer je Magl. nenadoma ustavi.

#### Corsiniana (Cor.)
Ta rokopis ni bil objavljen in ni dobro znan. Čeprav si prvi in zadnji stavek deli s pistoješkim rokopisom, je napisan v različnih rokopisih in ga zato ni mogoče pripisati enemu avtorju.

#### Avtor in datacija
Čeprav sta bila avtorstvo in datacija dokumentov predmet znanstvenih razprav, se večina strinja, da je dokument napisal Antonio Manetti pred letom 1497. Cornel von Fabriczy je poskušal natančneje datirati od smrti Manettija in je delo postavil v 1480. Kot dokaz predstavlja uporabo preteklega časa glede Paola dal Pozza Toscanellija, ki je umrl leta 1482. Prav tako navaja, da je bilo treba delo končati pred letom 1489, saj so bile v tem letu narejene nekatere spremembe ene od Brunelleschijevih stavb, ki niso bile zapisane v biografiji.
Ko gre za avtorstvo Magliabecchiane, se debata začne z vprašanjem, ali je Magl.  izvirni dokument ali zgolj kopija. Medtem ko se Moreni in Milanesi strinjata, da je Magl.  res izvirni dokument, le Frey ponuja dokaze o tem sklepu. Razlog za pomembnost te razprave je, da dokazi o avtorstvu dokumenta, ki ga Milanesi predstavlja, temeljijo na rokopisu dokumenta. Če je dokument zgolj kopija in ne izvirnik, potem Manetti ni izvirni avtor Magl. Poleg tega je pomembno, da Milanesi pripisuje rokopis dokumenta Manettiju na podlagi Manettijevega dela »debeli tesar«. To je pripeljalo do kritike, saj je Manetti znan po tem, da izdeluje kopije drugih del, kot je Ficinov prevod "Dantejeve monarhije". Drugi del kritike je, da se delo razlikuje od drugih spisov, ki se pripisujejo Manettiju, tako po dolžini kot po slogu.
Odsotnost popravkov v besedilu je povzročila tako argumente za kot proti temu, da je kopija. Pripisujejo ga tudi tekočemu slogu pisanja, ki so ga pogosto izvajali florentinski humanisti. Čeprav dokončnega zaključka ni mogoče narediti, je bil Manettijev rokopis najden pod prilepljenim kosom papirja, kar je zaradi odsotnosti popravkov zanikalo večino dokazov za kopijo.

### DantejevPekel
Čeprav je Dante opisal svoj Inferno, so posebnosti njegove arhitekture prepuščene domišljiji njegovih somišljenikov, kar je pripeljalo do različnih različic Pekla. Manettijeva različica Dantejevega pekla je pritegnila pozornost prek Galilea Galileija in njegovih predavanj o Dantejevem Peklu leta 1588. V teh predavanjih je Galileo primerjal obliko, lokacijo in velikost Pekla, ki sta ga predlagala Antonio Manetti in Alessandro Vellutello iz Lucce. Razloge za Galilejevo naklonjenost Manettijevemu delu je mogoče zaslediti v političnem konfliktu z Vellutellovim domačim mestom Lucca. Med prejšnjim vojaškim spopadom med obema krajema leta 1430 je Filipo Brunelleschi predlagal preusmeritev reke, da bi izolirali Lucco in prisilili, da se preda obleganju. Vendar je to spektakularno propadlo s poplavo Florentinskega lastnega tabora in je povzročilo ponižanje ne le Brunelleschija, ampak celotnih Firenc.
Manettijev Pekel je sestavljen iz stožčastega območja, katerega vrh je osredotočen, njegova osnova pa je Jeruzalem. Manetti predlaga neposredno črto od središča zemlje, hkrati najtežjega dela vesolja, do Jeruzalema. Od Jeruzalema se razprostira lok nad zemljo in vodo do dvanajstine njegovega oboda. En konec tega loka se bo dotikal Jeruzalema, drugi konec tega loka pa bo povezan s središčem zemlje z ravno črto. Ti dve ravni črti bosta tvorili sektor kroga, ki bi, če bi se premikal v krogu in bi sekal skozi zemljo, razkril stožčasto luknjo; Pekel.
Manettijevi nivoji Pekla so urejeni redno in so med vsako ravnjo oddaljeni 1/8 zemeljskega oboda. Galileo je izračunal, da bi to vodilo do premera 405 milj stožca na njegovi površini in da bi bil ta po velikosti veliko večji od Vellutellovega Pekla.
Sam Manetti nikoli ni objavil svoje preiskave o Dantejevem Peklu, njegove ugotovitve je namesto tega objavil Girolamo Benevieni v svojem Dialogo de Antonio Manetti.

### Debeli tesar
Debeli tesar ali Debeli rezbar (italijansko Novella del Grasso Legnajulo) je humorna knjiga v tradicijibeffe. Knjiga pripoveduje zgodbo o okrutni in mladoletni potegavščini, ki jo je na tesarju po imenu Manetto odigral Filipo Brunelleschi.
Zgodba je postavljena v leto 1409 v Firencah okoli vplivnih ljudi javnega življenja. Zgodba bralca uvede v družbeno sceno umetnikov in obrtnih delavcev v Firencah, medtem ko Brunelleschija postavlja kot vprašljivega junaka. Ti moški pogosto skupaj večerjajo, a neke noči v skupini ni več tesarja po imenu Manetto. Moški si to razlagajo kot zanemarjanje s strani Manetta, ki ga opisujejo kot preprostega uma. Moški se odločijo, da bodo zaigrali potegavščino z Manettom kot kazen, ker je zavrnil povabilo na večerjo. Filipo Brunelleschi pride na idejo, da bi prepričal Manetta, da je postal druga oseba, potem ko je druge moške prepričal, da je dovolj preprost, da temu verjame.
Brunelleschi uresniči svoj načrt in prepriča Manetta, da je res postal druga oseba. Zgodba spremlja Manettovo notranjo zmedo, medtem ko se osredotoča na psihološke vidike potegavščine z tesarjem. Na koncu zgodbe gre Manetto na Madžarsko in se večkrat vrača v Firence. Pridobil je globlje razumevanje pomena sebe in se celo nasmehnil, ko se Brunelleschi nekaj let pozneje končno razkrije kot glavni mož. Namesto da bi se osredotočila na krutost šale, se zgodba osredotoča na to, kako je potegavščina koristila Manettu.

### Zibaldone
Zibaldone Manetti je zbirka spisov Antonia Manettija, ki se pripisujejo drugim avtorjem. Je v Narodni knjižnici v Firencah in vključuje dela, kot so Knjiga Archandreo Gherardija di Cremona, Immago Mundia, Della Imagine del Mondo di Santo Isidero, De Origine Civitas Florentinae Filippa Vilanija, Življenje Karla Velikega Donata Acciaiuola.
Dela prikazujejo široke Manettijeve interese, ki segajo od arhitekture do astronomije in umetnosti do matematike, geografije in Danteja.

## Galerija
- Dante's Divine Comedy by Antonio Manneti
- Vse zmanjšano na en načrt, 1506
- Peklenska dvorana, 1506
- Pregled pekla, 1506
- Prvih pet krogov, 1506
- Šesti in sedmi krog, 1506
- Geryonski brlog, 1506
- Luciferjeva grobnica, 1506